# Alexandra Popp
Alexandra Popp (* 6. April 1991 in Witten) ist eine deutsche Fußballspielerin. Die Offensivspielerin steht beim Bundesligisten VfL Wolfsburg unter Vertrag. 2014, 2016 und 2023 wurde sie von Sportjournalisten zu Deutschlands Fußballerin des Jahres gewählt. Von 2010 bis 2024 spielte sie regelmäßig für die deutsche Nationalmannschaft,  deren Kapitänin sie ab 2019 war.

## Werdegang

### Vereine
Alexandra Popp begann ihre Karriere beim FC Schwarz-Weiß Silschede in Gevelsberg und spielte bis zur höchstmöglichen Altersgrenze von 14 Jahren dort in gemischten Mannschaften. Später wechselte sie zum 1. FFC Recklinghausen. Mit der Verbandsligamannschaft scheiterte sie 2008 nur knapp am Aufstieg in die Regionalliga West. Zur Saison 2008/09 wechselte sie zum FCR 2001 Duisburg und schlug ein Angebot des französischen Spitzenvereins Olympique Lyon aus. Am 7. September 2008 gab sie ihr Bundesligadebüt gegen den Herforder SV und erzielte am 28. September beim 8:0-Sieg gegen den TSV Crailsheim ihre ersten Bundesligatore. Beim DFB-Hallenpokal 2010 wurde sie mit fünf Toren Torschützenkönigin des Turniers.
Zur Saison 2012/13 wechselte Popp mit ihrer Vereinskameradin Luisa Wensing zum VfL Wolfsburg. Mit Wolfsburg gewann sie gleich in ihrer ersten Saison das Triple aus deutscher Meisterschaft, DFB-Pokal und Champions League. Ein Jahr später gewann sie mit Wolfsburg erneut die UEFA Women’s Champions League 2013/14. 2014 kam es in Wolfsburg zum „Endspiel“ um die deutsche Meisterschaft. Dabei konnte der Vorjahresmeister VfL Wolfsburg mit einem Sieg am letzten Spieltag gegen den bis dahin ungeschlagenen 1. FFC Frankfurt seinen Titel verteidigen. Frankfurt brauchte nur ein Unentschieden zum Gewinn der Meisterschaft, während Wolfsburg siegen musste. Popp erzielte in der 89. Spielminute den Siegtreffer.
In der UEFA Women’s Champions League 2017/18 erreichte sie mit Wolfsburg das Finale gegen Olympique Lyon. Nach 90 torlosen Minuten ging es in die Verlängerung, in der Pernille Harder die Wölfinnen in der 93. Minute in Führung brachte. Drei Minuten später erhielt Popp die Gelb-Rote Karte und anschließend gelangen den Französinnen noch vier Tore.
Popp hat beim VfL Wolfsburg einen Vertrag bis zum 30. Juni 2026.

### Nationalmannschaft

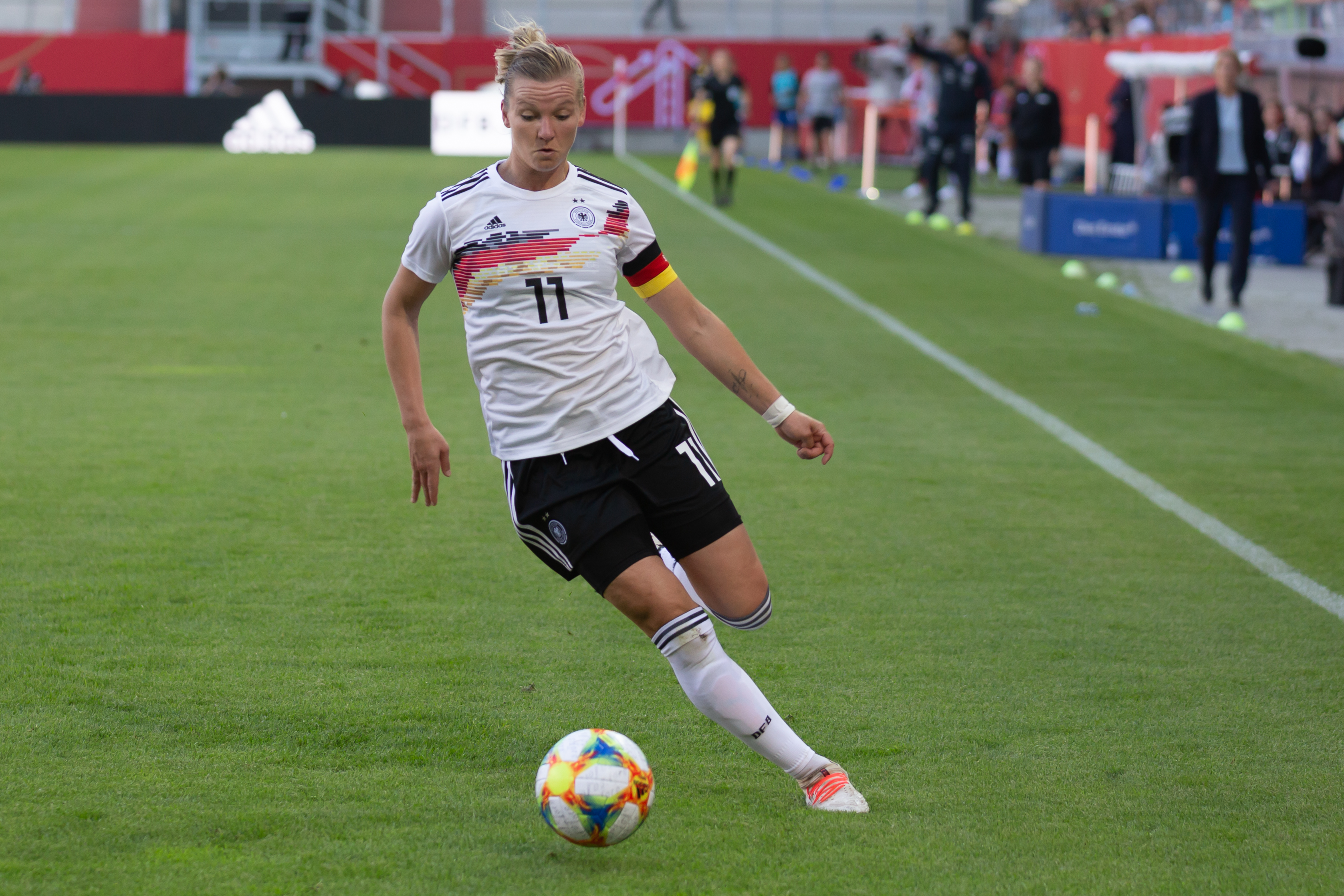
Alexandra Popp im Trikot der Nationalmannschaft (2019)

Im Mai 2008 wurde Alexandra Popp mit der U-17-Nationalmannschaft Europameisterin und erzielte im Finale gegen Frankreich das vorentscheidende 2:0. Im Februar 2010 wurde sie zum ersten Mal in den Kader der A-Nationalmannschaft berufen und feierte ihr Debüt am 17. Februar 2010 gegen Nordkorea. Beim Algarve-Cup gelangen ihr beim 7:0 gegen Finnland am 26. Februar ihre ersten beiden Länderspieltore. Bei der U-20 Frauen-Weltmeisterschaft 2010 in Deutschland gewann sie nicht nur mit ihrer Mannschaft den Titel, sondern traf auch noch in jedem Spiel. Mit insgesamt zehn Turniertreffern wurde sie im Anschluss an das Turnier von der FIFA mit dem „Goldenen Schuh“ für die beste Torschützin und dem „Goldenen Ball“ für die beste Spielerin des Turniers ausgezeichnet. Mit ihren 10 Toren ist sie zusammen mit Sydney Leroux und Christine Sinclair zudem Rekordtorschützin bei U-20-Weltmeisterschaften.
2011 gehörte Popp zum deutschen WM-Kader und kam in allen vier Spielen zum Einsatz, wobei sie jeweils eingewechselt wurde. Beim 17:0-Rekordsieg im Rahmen der EM-Qualifikation am 19. November 2011 gegen Kasachstan gelangen ihr ebenso wie Célia Šašić vier Tore. Sie ist damit die siebte deutsche Spielerin, der in einem Länderspiel vier Tore gelangen. An der EM-Endrunde 2013 konnte sie aufgrund einer Knöchelverletzung nicht teilnehmen.
Am 24. Mai 2015 wurde Popp von Bundestrainerin Silvia Neid in den endgültigen Kader für die Weltmeisterschaft 2015 in Kanada berufen. Bei der WM kam sie in sechs Spielen zum Einsatz und erzielte beim 10:0 gegen die Elfenbeinküste das letzte Tor. Am Ende belegte die deutsche Mannschaft nach der ersten Niederlage gegen England den vierten Platz.
2016 wurde Popp für das olympische Fußballturnier in Brasilien in den Kader der Nationalmannschaft aufgenommen. Sie spielte in allen sechs Spielen des Turniers (eine Auswechslung, eine Einwechslung) und steuerte ein Tor und drei Vorlagen bei. Durch den 2:1-Sieg im Finale gegen Schweden gewann sie die Goldmedaille und erhielt dafür am 1. November 2016 das Silberne Lorbeerblatt.
Die Europameisterschaft 2017 in den Niederlanden verpasste Popp wie bereits 2013 verletzungsbedingt.
Popp führte das deutsche Team bei der Weltmeisterschaft 2019 in Frankreich als Spielführerin aufs Feld. Im Achtelfinale gegen Nigeria erzielte sie bei ihrem einhundertsten Einsatz für die Nationalelf das Auftakt-Tor per Kopfball. Durch eine 1:2-Niederlage im anschließenden Viertelfinale gegen Schweden schied das Team aber vorzeitig aus und konnte sich auch nicht für die Olympischen Spiele 2020 qualifizieren. Am 31. August 2019 erzielte sie beim 10:0-Sieg im ersten Qualifikationsspiel zur EM 2022 gegen Montenegro drei Tore, darunter ihr 50. Länderspieltor.
Bei der EM 2022 in England erzielte sie – wieder als Mannschaftskapitänin – in den drei Gruppenspielen sowie im Viertelfinale und im Halbfinale jeweils mindestens ein Tor, was zuvor noch keiner Spielerin in einer Europameisterschaftsendrunde gelang. Das verlorene Finale gegen England verpasste sie aufgrund einer Muskelverletzung. Im Nachgang des Turniers wurde Popp vom beobachtenden Trainerstab der UEFA in die „Elf des Turniers“ gewählt. Am 21. Februar 2023 kam Popp beim Testspiel gegen Schweden zu ihrem 125. Länderspiel-Einsatz und zog damit in der ewigen Rangliste auf Platz 14 mit Bundestrainerin Martina Voss-Tecklenburg gleich.
Für die WM 2023 wurde Popp von Voss-Tecklenburg erneut in den Kader berufen. Sie wurde in allen drei Spielen der deutschen Mannschaft in der Gruppe H eingesetzt und erzielte vier Tore, womit sie die drittbeste Torschützin des Turniers war. Sie schied jedoch mit der Mannschaft nach der Gruppenphase aus dem Turnier aus.
Wenige Wochen nachdem sie mit der deutschen Mannschaft bei den Olympischen Sommerspielen 2024 die Bronzemedaille gewonnen hatte, kündigte Popp ihren bevorstehenden Rücktritt aus der Nationalmannschaft an. Ihren letzten Länderspieleinsatz hatte sie am 28. Oktober 2024 in Duisburg gegen Australien.

## Sonstiges
- Zitat von Popp über ihre Anfänge in einer Mädchenmannschaft:

„Die konnten überhaupt nicht Fußball spielen. Ich hab Libero gespielt und konnte einfach bis vors gegnerische Tor durchlaufen. Das war keine Herausforderung für mich.“

- In einigen Interviews erklärte sie, dass sie Fan von Borussia Dortmund sei.[18]

- Popp war in der vom DFB als Eliteschule des Fußballs zertifizierten Gesamtschule Berger Feld in Gelsenkirchen die einzige Schülerin in der Fußballklasse. Dabei lernte und trainierte sie mit Nachwuchsspielern des FC Schalke 04.[19]

- Sie hat die Schule nach dem zwölften Jahrgang mit dem Fachabitur verlassen und absolvierte ein Jahrespraktikum als Physiotherapeutin.[20] Nach einem weiteren Praktikum im Duisburger Zoo absolvierte sie eine dreijährige Ausbildung zur staatlich geprüften Tierpflegerin im Tierpark Essehof.[21][22][23]

- Popp unterstützt die von Joshua Kimmich und Leon Goretzka gegründete Stiftung We Kick Corona. Die Stiftung hilft aufgrund der Coronakrise sozialen und karitativen Einrichtungen.[24]

- 2024 und 2025 war Popp Werbegesicht für Popp Feinkost.[25][26]

## Erfolge

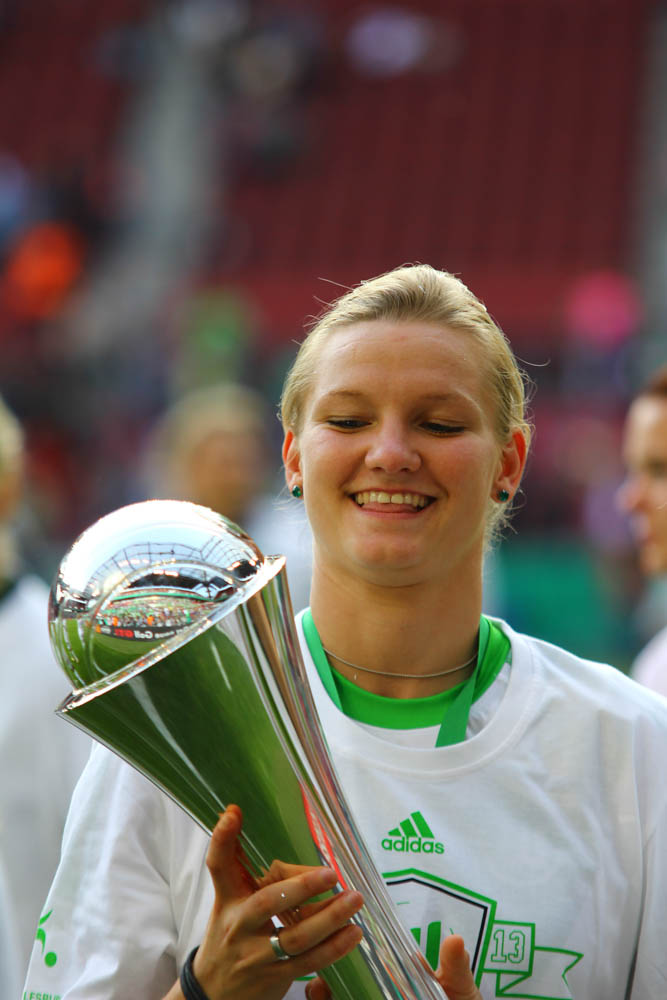
Popp nach dem DFB-Pokal-Sieg 2013

### Nationalmannschaft
- Vizeeuropameisterin 2022
- Olympiasiegerin: 2016, olympische Bronzemedaille 2024
- Algarve-Cup-Siegerin (3): 2012, 2014, 2020
- U20-Weltmeisterin: 2010
- Dritter Platz U17-WM 2008
- U17-Europameisterin: 2008

### Verein
International
- Champions-League-Siegerin (2): 2013, 2014
- UEFA-Women’s-Cup-Siegerin: 2009

Deutschland
- Deutsche Meisterin (7): 2013, 2014, 2017, 2018, 2019, 2020, 2022
- DFB-Pokal-Siegerin (13): 2009, 2010 (beide FCR 2001 Duisburg), 2013, 2015, 2016, 2017, 2018, 2019, 2020, 2021, 2022, 2023, 2024 (alle VfL Wolfsburg)

### Auszeichnungen
- Fritz-Walter-Medaille in Silber 2009
- Torschützenkönigin des DFB-Hallenpokals 2010
- Goldener Ball bei der U-20-WM 2010 als beste Spielerin
- Goldener Schuh bei der U-20-WM 2010 als beste Torschützin
- Newcomerin des Jahres beim Felix-Award (Wahl der NRW – Sportler des Jahres) 2010[27]
- FLVW-Ehrennadel in Gold 2011[28]
- Verdienstorden des Landes Nordrhein-Westfalen 2011[29]
- Silbernes Lorbeerblatt: 2016, 2024
- Nationalspielerin des Jahres: 2012, 2022
- Fußballerin des Jahres: 2014, 2016, 2023
- Niedersachsens Sportlerin des Jahres: 2016, 2024
- 2022 wurde sie Gewinnerin des SPORT-BILD-Awards in der Kategorie „Comeback des Jahres“.[30]
- Tor des Monats: Juli 2022
- Persönlichkeit des Jahres: 2022 (als erste Frau[31])
- Bronzener Schuh bei der WM 2023

## Reportagen
- Inka Blumensaat: Alexandra Popp – Das Comeback der Kapitänin. Dokumentarfilm (45 Min.). Sportschau, NDR, 3. Juli 2022.
- Inka Blumensaat: Alexandra Popp: Die große Fußballbühne. Reportage, 30 Minuten, Sportschau, NDR, 7. Oktober 2022.[32]
- Inka Blumensaat: Alexandra Popp: Ende, Legende. Reportage, 30 Minuten, NDR 13.10.2024. https://www.ndr.de/fernsehen/sendungen/sportclub/Sportclub-Story-Alexandra-Popp-Ende-Legende,sendung1484004.html